# Orsonnette
Orsonnette foi uma comuna francesa na região administrativa de Auvérnia-Ródano-Alpes, no departamento Puy-de-Dôme. Estendia-se por uma área de 3,05 km². Em 2010 a comuna tinha 204 habitantes (densidade: 66,9 hab./km²).
Em 1 de janeiro de 2016, passou a formar parte da nova comuna de Nonette-Orsonnette.